# 古斯塔沃·桑塔歐拉拉
古斯塔沃·桑陶拉利亚（西班牙語：Gustavo Alfredo Santaolalla，1952年8月19日—），生於阿根廷艾爾帕洛瑪，是一位阿根廷音樂家、電影配樂家與製作人。他曾獲金球獎、英國電影和電視藝術學院獎、葛萊美獎及拉丁格萊美獎，並二度獲得奧斯卡金像獎。代表作有《断背山》和《火線交錯》等。

## 作品

### 電影
- She Dances Alone (1981)
- 《驚爆內幕》 (1999) - 收錄他的歌曲〈Iguazu〉
- 《愛情像母狗》 (2000)
- 《靈魂的重量》 (2003)
- Salinas grandes (2004) (TV)
- 《革命前夕的摩托車日記》 (2004) （見革命前夕的摩托車日記 (原聲帶)）
- 《北國性騷擾》 (2005) （見北國性騷擾 (原聲帶)）
- Yes (2005) - 收錄他的歌曲〈Iguazu〉
- 《斷背山》 (2005) 奧斯卡最佳原創電影音樂 （見斷背山 (原聲帶)）
- 《快餐国家》 (2006) - 收錄他的歌曲〈Iguazu〉
- 《火線交錯》 (2006) 奧斯卡最佳原創電影音樂 （見火線交錯 (原聲帶)）
- 《阿拉斯加之死》 (2007) - 收錄他的歌曲〈Picking Berries〉
- 《幻雨追緝》 (2009)

### 电子游戏
- 《最後生還者》 (2013)
- 《最後生還者 第II章》 (2020)

### 紀錄片
- 《謀殺犯的形成》 (2015) 片頭主題曲

## 外部連結
- 古斯塔沃·桑塔歐拉拉在互联网电影资料库（IMDb）上的資料（英文）
- 古斯塔沃·桑塔歐拉拉 於 exclaim
- 古斯塔沃·桑塔歐拉拉的Myspace （页面存档备份，存于）
- 傳記 （页面存档备份，存于） 於 www.zimbio.com
- 專訪古斯塔沃·桑塔歐拉拉 （页面存档备份，存于） 於 NPR